# Rabid Death's Curse
Rabid Death's Curse är den svenska black metal-gruppen Watains första studioalbum, utgivet 2000. All musik är skriven av Watain utom spår åtta, Mortem Sibi Consciscere, som är skriven av Elizaveat. Texterna är skrivna av Erik Danielsson, förutom spår sex, Agony Fires skriven av K. v Bonsdorff och spår åtta av Elizaveat. Albumet är mastrat och producerat av Tore Stjerna och omslagsdesign och layout är skapad av Dauthus.
Utgivningen av debutalbumet följdes av spelningar i Europa tillsammans med band som Rotting Christ, Dark Funeral och Malign. Den första egna europaturnén "The Black War Tour" genomfördes i början av 2002 innan bandet gick in i studion för att spela in sitt andra album, Casus Luciferi.
CD:n utgavs av Drakkar Productions i en begränsad utgåva om 1 000 exemplar och återutgavs 2004 med ett nionde bonusspår, en cover av Dødheimsgards When Heavens End. Season of Mist gav ut CD:n 2008 med The Essence of Black Purity som nionde spår. Albumet har också getts ut i olika LP-versioner. End All Life Productions släppte år 2000 en utgåva begränsad till 350 exemplar med Sabbat-covern Curdle the Blood som bonusspår och Apocalyptor Records gav ut en bildvinylskiva i 300 exemplar 2004. Även 2008 släpptes en bildskiva, denna gång begränsad till 999 exemplar, av Norma Evangelium Diaboli. 

## Låtlista
1. "The Limb Crucifix" - 4:21
2. "Rabid Death's Curse" - 5:21
3. "On Horns Impaled" - 2:35
4. "Life Dethroned" - 5:45
5. "Walls of Life Ruptured" - 4:21
6. "Agony Fires" - 5:22
7. "Angelrape" - 3:40
8. "Mortem Sibi Consciscere" - 7:02

## Banduppsättning
- Erik Danielsson - sång, bas
- Håkan Jonsson - trummor
- Pelle Forsberg - gitarr
- C. Blom - gitarr

### Övrig medverkan
- Tore Stjerna - producent
- Dauthus - omslagsdesign
- Elizaveat - text och musik till Mortem Sibi Consciscere
- K. v Bonsdorff - text till Agony Fires